# 日本原子力産業協会
一般社団法人 日本原子力産業協会（にほんげんしりょくさんぎょうきょうかい、英文名称：Japan Atomic Industrial Forum Inc.、略称：原産、原産協会、JAIF）は、日本の原子力産業の企業で構成する業界団体。2006年に改組される前の名称は、日本原子力産業会議（略称：原産会議）。
以前は文部科学省所管の社団法人であったが、公益法人制度改革に伴い一般社団法人へ移行した。

## 概要
- 目的：原子力平和利用の推進により国民経済と福祉社会の健全な発展に寄与する[1]
- 設立：1956年
- 事務局所在地：東京都千代田区二番町11-19 興和二番町ビル5階
- 役員：理事19名（うち理事長1名と常務理事1名が常勤）、監事2名。会員団体の役員や学者が就いている[2]
- 予算：年間約10億円、収入の約8割が会費[3]

## 沿革
- 1956年（昭和31年）
  - 1月27日 - 総理府原子力委員会委員長であった正力松太郎が、第8回定例委員会において原子力産業会議設立を提唱。民間産業界はこれに呼応し設立準備小委員16人を委嘱[4]。
  - 3月1日 - 社団法人日本原子力産業会議創立発起人総会を開催・発足。事務局を東京都港区新橋1-1-13の「東京電力旧館」[5]に設置。
  - 3月14日 - 設立認可。
  - 3月25日 - 「原子力産業新聞」を発刊。
- 1957年（昭和32年）5月13日 - この日から15日にかけて東京で原産初の国際会議、日米原子力産業合同会議を開催。日・米・東南アジア諸国から約400人が出席、原子力開発について討議[6]。
- 1958年（昭和33年）4月22日 ‐ 東電旧館内に原子力記者クラブ設置（日本原子力研究所と協力）。
- 1960年（昭和35年）
  - 4月 - 科学技術庁の委託により全文244ページの報告書「大型原子炉の事故の理論的可能性及び公衆損害額に関する試算」を取りまとめ、同庁に提出[7][8]。
  - 5月27日 - 世界初の国際原子力機関（IAEA）諮問的地位を取得。
- 1968年（昭和43年）2月21日 - 第1回原産年次大会を東京・日本都市センターで開催[9]。
- 2004年（平成16年）2月23日 -「向こう10年間に何をすべきか」と題する20項目を提言。
- 2005年（平成17年）6月24日 ‐ 日本原子力産業会議を改組・改革。新名称を社団法人日本原子力産業協会とし、2006年4月の発足を承認。
- 2006年（平成18年）4月1日 - 社団法人日本原子力産業協会が発足。
- 2007年（平成19年）9月1日 - 理事長に服部拓也が就任。
- 2009年（平成21年）3月18日 - 一般社団法人原子力国際協力センターを設立。
- 2011年（平成23年）4月12日 - 福島第一原発事故直後の施設の損害状況をとりまとめ
- 2012年（平成24年）4月1日 - 公益法人制度改革に伴い、一般社団法人日本原子力産業協会へ移行[10]。

## 歴代会長
| 1956年3月1日   | 菅礼之助                              |
| 1971年3月11日  | 安川第五郎                            |
| 1973年5月23日  | 橋本清之助(会長代行)                  |
| 1973年10月31日 | 有沢広巳                              |
| 1988年3月25日  | 圓城寺次郎(会長代行, 6月21日より会長) |
| 1992年2月13日  | 向坊隆                                |
| 2000年6月19日  | 西澤潤一                              |
| 2006年6月26日  | 今井敬                                |
| 2023年6月15日  | 三村明夫                              |

## 会員
- 原子力関連会社、電力会社、電機メーカー、建設会社、商社、銀行、大学、研究機関、マスコミ、地方自治体など402団体[12]

## 関係者
- 藤原一郎（元通産事務次官、元電源開発社長） - 元常任理事
- 生田豊朗（元科学技術庁原子力局長、通産官僚） - 元常任理事
- 白澤富一郎（元東京電力副社長、元日本原子力発電会長） - 元副会長
- 門田正三（元東京電力副社長、元電源開発総裁） - 元常任理事
- 服部拓也（元東京電力副社長） - 理事長

## 地方組織
- 北海道エナジートーク21 （札幌市中央区北1条西5丁目）
- 東北エネルギー懇談会 （仙台市青葉区一番町1-1-30 大和生命仙台ビル内）、1959年5月19日発足[10]
- 公益社団法人茨城原子力協議会 （茨城県那珂郡東海村村松225-2 茨城原子力科学館内）、

　　　1959年12月19日「茨城原子力開発協議会」発足、日本原子力文化振興財団東海事業所を統合し、1979年6月、社団法人茨城原子力協議会設立
- 北陸原子力懇談会 （金沢市尾山町9-13 商工会議所会館内）、1977年10月4日発足[10]
- 中部原子力懇談会 （名古屋市中区栄2-10-19 名古屋商工会議所内）、1956年12月14日設立[10]
- 関西原子力懇談会 （大阪市西区靱本町1-8-4 大阪科学技術センター内）、1956年12月12日設立[10]
- 中国地域エネルギーフォーラム （広島市中区基町5-44 広島商工会議所ビル4階）、

　　　1983年11月「中国原子力産業懇談会」設立、1991年7月現名称に改称
- 山口県エネルギー問題懇話会　（山口市中央5-2-31）[13]
- 一般社団法人九州経済連合会 九州エネルギー問題懇話会 （福岡市中央区渡辺通2丁目1-82 電気ビル共創館6階）、1976年9月設立

## 事業
- 原子力利用についての理解促進・社会合意形成、規制対応・基盤整備、国際協力、会員連携・会員サービス、政策提言[14]

## 批判
- 福島第一原子力発電所事故発生後の4月19日に英語版のホームページに「日本の原発は安全で高品質」など事故に触れずに日本の原子力を宣伝している内容を発表していた。これに対して日本国外からも批判が出て25日に削除された。理由は指示した人が居ないため答えられないと述べた[15]。